# Prosopocoilus tarsalis christophei
Prosopocoilus tarsalis christophei es una subespecie de coleóptero de la familia Lucanidae.

## Distribución geográfica
Habita en Laos y Vietnam.